# Non Suwan (huyện)
Non Suwan (tiếng Thái: โนนสุวรรณ) là một huyện (‘‘amphoe’’) ở phía tây của tỉnh Buriram, đông bắc Thái Lan.

## Địa lý
Các huyện giáp ranh (từ phía bắc theo chiều kim đồng hồ) là Nong Ki, Nang Rong, Pakham của tỉnh Buriram và Soeng Sang của tỉnh Nakhon Ratchasima.

## Lịch sử
Tiểu huyện (King Amphoe) đã được thành lập ngày ngày 1 tháng 4 năm 1991, khi 4 tambon được tách khỏi Nang Rong. Đơn vị này đã được nâng thành huyện ngày 8 tháng 9 năm 1995.

## Hành chính
Huyện này được chia thành 4 phó huyện (tambon), các đơn vị này lại được chia thành 56 làng (muban). Non Suwan là một thị trấn (thesaban tambon) nằm trên một phần của tambon Non Suwan và Krok Kaeo. Có 4 tổ chức hành chính tambon (TAO).
| Số TT | Tên            | Tên tiếng Thái | Số làng | Dân số |  |
| ----- | -------------- | -------------- | ------- | ------ |  |
| 1.    | Non Suwan      | โนนสุวรรณ       | 17      | 6.578  |  |
| 2.    | Thung Changhan | ทุ่งจังหัน         | 14      | 5.513  |  |
| 3.    | Krok Kaeo      | โกรกแก้ว        | 12      | 5.408  |  |
| 4.    | Dong I Chan    | ดงอีจาน         | 13      | 5.671  |  |